# Tornik
Tornik – szczyt w masywie Zlatibor, w Górach Dynarskich. Leży w Serbii. Jest najwyższym szczytem masywu Zlatibor.